# Bahnstrecke Saint-Benoît–Le Blanc
| Keilbahnhof Saint-Benoît vor 1890, Gleisfeld. Links die doppelspurige Strecke n. Bordeaux, von der 300 m später das Gleis nach Le Blanc abzweigt. |                      |                                                                                           |                                                                                           |
| Streckennummer (SNCF): | 601 000              |                                                                                           |                                                                                           |
| Kursbuchstrecke (SNCF): | 85                   |                                                                                           |                                                                                           |
| Streckenlänge: | 66,7 km              |                                                                                           |                                                                                           |
| Spurweite: | 1435 mm (Normalspur) |                                                                                           |                                                                                           |
| Maximale Neigung: | 15 ‰                 |                                                                                           |                                                                                           |
| |                      |                                                                                           |                                                                                           |
| \| \| \| Bahnstrecke Paris–Bordeaux von Paris-Austerlitz \| \| \| \| ~340,8 \| Tramways de la Vienne (TV, 1 m) nach Poitiers \| Tramways de la Vienne (TV, 1 m) nach Poitiers \| \| \| 340,9 \| Saint-Benoît (Keilbf. z. Strecke n. La Rochelle) \| 85 m \| \| \| ~341,1 \| Bahnstrecke Saint-Benoît–La Rochelle-Ville n. La Rochelle \| Bahnstrecke Saint-Benoît–La Rochelle-Ville n. La Rochelle \| \| \| 341,2 \| Bahnstrecke Paris–Bordeaux nach Bordeaux \| Bahnstrecke Paris–Bordeaux nach Bordeaux \| \| \| 341,3 \| Tunnel de Saint-Benoît (206 m) \| Tunnel de Saint-Benoît (206 m) \| \| \| ~342,3 \| D 88 (ehem. N 741) \| D 88 (ehem. N 741) \| \| \| ~342,8 \| D 741 (ehem. N 741) und TV nach St.-Martin d’Usson \| D 741 (ehem. N 741) und TV nach St.-Martin d’Usson \| \| \| 347,9 \| Mignaloux-Nouaillé \| 137 m \| \| \| ~348,2 \| Bahnstrecke Mignaloux-Nouaillé–Bersac nach Bersac \| Bahnstrecke Mignaloux-Nouaillé–Bersac nach Bersac \| \| \| ~350,3 \| N 147 \| N 147 \| \| \| 353,0 \| Savigny-Lévescault \| 118 m \| \| \| ~356,4 \| D 951 (ehem. N 151) \| D 951 (ehem. N 151) \| \| \| 356,8 \| Saint-Julien-l’Ars \| 116 m \| \| \| 360,7 \| Jardres \| 127 m \| \| \| 361,4 \| Streckenende \| Streckenende \| \| \| ~366,9 \| VFEP (1924–1934, 1 m), Bouresse–Châtellerault (16 m)[2] \| VFEP (1924–1934, 1 m), Bouresse–Châtellerault (16 m)[2] \| \| \| 367,1 \| Chauvigny \| 77 m \| \| \| ~367,5 \| D 951A (ehem. N 151) \| D 951A (ehem. N 151) \| \| \| 368,1 \| Vienne (168 m) \| Vienne (168 m) \| \| \| ~368,3 \| D 749 (ehem. N 749) \| D 749 (ehem. N 749) \| \| \| 371,6 \| Viaduc de la Caronnière (92 m) \| 101 m \| \| \| \| Fleix \| \| \| \| 379,4 \| Paizay-le-Sec \| 134 m \| \| \| ~386,0 \| D 951 (ehem. N 151) \| D 951 (ehem. N 151) \| \| \| 386,6 \| Saint-Savin \| 109 m \| \| \| ~386,7 \| D 11G (Av. du Général de Gaulle, ehem. N 151) \| D 11G (Av. du Général de Gaulle, ehem. N 151) \| \| \| 388,8 \| Gartempe (97 m) \| Gartempe (97 m) \| \| \| ~392,4 \| Département Vienne/Indre \| Département Vienne/Indre \| \| \| 395,9 \| Anglin (98 m) \| Anglin (98 m) \| \| \| 396,7 \| Ingrandes-Mérigny \| 94 m \| \| \| ~397,2 \| D 108 (ehem. N 151) \| D 108 (ehem. N 151) \| \| \| 400,1 \| Concremiers \| 94 m \| \| \| \| \| \| \| \| \| Bahnstrecke Montmorillon–Saint-Aigny-Le Blanc von Montmorillon \| \| \| \| \| \| \| \| \| ~405,8 \| D 951 (ehem. N 951) \| D 951 (ehem. N 951) \| \| \| 405,9 \| Saint-Aigny-Le Blanc \| 108 m \| \| \| 406,9 \| Creuse (Viaduc du Blanc; 528 m) \| Creuse (Viaduc du Blanc; 528 m) \| \| \| \| D 950 (ehem. N 750) \| \| \| \| \| \| \| \| \| 407,5 \| Bahnstrecke Port-de-Piles–Argenton-sur-Creuse von Port-de-Piles \| Bahnstrecke Port-de-Piles–Argenton-sur-Creuse von Port-de-Piles \| \| \| \| \| \| \| \| ~407,8 \| D 975 (ehem. N 675 u. Verbindungsgleis beider Gesellsch.) \| D 975 (ehem. N 675 u. Verbindungsgleis beider Gesellsch.) \| \| \| 408,0 347,7 \| Le Blanc (120 m) \| Le Blanc (120 m) \| \| \| \| Ligne du Blanc à Argent (1 m) nach Salbris \| \| \| \| \| \| \| \| \| \| Bahnstrecke Argenton-sur-Creuse–Blanc (Tramways de l’Indre, 1 m) nach Argenton-sur-Creuse \| \| \| \| \| \| \| \| \| \| \| \| \| \| \| Bahnstrecke Port-de-Piles–Argenton-sur-Creuse nach Argenton-sur-Creuse \| \| |                      |                                                                                           |                                                                                           |
| |                      | Bahnstrecke Paris–Bordeaux von Paris-Austerlitz                                           |                                                                                           |
| U-Bahn-Strecke quer · Kreuzung geradeaus unten · U-Bahn-Strecke von rechts (außer Betrieb) | ~340,8               | Tramways de la Vienne (TV, 1 m) nach Poitiers                                             | Tramways de la Vienne (TV, 1 m) nach Poitiers                                             |
| ehemaliger Bahnhof · U-Bahn-Bahnhof | 340,9                | Saint-Benoît (Keilbf. z. Strecke n. La Rochelle)                                          | 85 m                                                                                      |
| Abzweig geradeaus und nach rechts | ~341,1               | Bahnstrecke Saint-Benoît–La Rochelle-Ville n. La Rochelle                                 | Bahnstrecke Saint-Benoît–La Rochelle-Ville n. La Rochelle                                 |
| Abzweig geradeaus und nach rechts | 341,2                | Bahnstrecke Paris–Bordeaux nach Bordeaux                                                  | Bahnstrecke Paris–Bordeaux nach Bordeaux                                                  |
| Tunnel | 341,3                | Tunnel de Saint-Benoît (206 m)                                                            | Tunnel de Saint-Benoît (206 m)                                                            |
| Bahnübergang | ~342,3               | D 88 (ehem. N 741)                                                                        | D 88 (ehem. N 741)                                                                        |
| U-Bahn-Strecke quer · Kreuzung geradeaus unten · U-Bahn-Strecke nach rechts (außer Betrieb) | ~342,8               | D 741 (ehem. N 741) und TV nach St.-Martin d’Usson                                        | D 741 (ehem. N 741) und TV nach St.-Martin d’Usson                                        |
| Bahnhof | 347,9                | Mignaloux-Nouaillé                                                                        | 137 m                                                                                     |
| Abzweig geradeaus und nach rechts | ~348,2               | Bahnstrecke Mignaloux-Nouaillé–Bersac nach Bersac                                         | Bahnstrecke Mignaloux-Nouaillé–Bersac nach Bersac                                         |
| Bahnübergang | ~350,3               | N 147                                                                                     | N 147                                                                                     |
| ehemaliger Haltepunkt / Haltestelle | 353,0                | Savigny-Lévescault                                                                        | 118 m                                                                                     |
| Bahnübergang | ~356,4               | D 951 (ehem. N 151)                                                                       | D 951 (ehem. N 151)                                                                       |
| ehemaliger Bahnhof | 356,8                | Saint-Julien-l’Ars                                                                        | 116 m                                                                                     |
| ehemaliger Bahnhof | 360,7                | Jardres                                                                                   | 127 m                                                                                     |
| | 361,4                | Streckenende                                                                              | Streckenende                                                                              |
| Kreuzung mit U-Bahn geradeaus oben (Strecken außer Betrieb) | ~366,9               | VFEP (1924–1934, 1 m), Bouresse–Châtellerault (16 m)                                      | VFEP (1924–1934, 1 m), Bouresse–Châtellerault (16 m)                                      |
| Bahnhof (Strecke außer Betrieb) | 367,1                | Chauvigny                                                                                 | 77 m                                                                                      |
| Strecke mit Straßenbrücke (Strecke außer Betrieb) | ~367,5               | D 951A (ehem. N 151)                                                                      | D 951A (ehem. N 151)                                                                      |
| Brücke über Wasserlauf (Strecke außer Betrieb) | 368,1                | Vienne (168 m)                                                                            | Vienne (168 m)                                                                            |
| Brücke (Strecke außer Betrieb) | ~368,3               | D 749 (ehem. N 749)                                                                       | D 749 (ehem. N 749)                                                                       |
| Brücke (Strecke außer Betrieb) | 371,6                | Viaduc de la Caronnière (92 m)                                                            | 101 m                                                                                     |
| Haltepunkt / Haltestelle (Strecke außer Betrieb) |                      | Fleix                                                                                     | Fleix                                                                                     |
| Haltepunkt / Haltestelle (Strecke außer Betrieb) | 379,4                | Paizay-le-Sec                                                                             | 134 m                                                                                     |
| Bahnübergang (Strecke außer Betrieb) | ~386,0               | D 951 (ehem. N 151)                                                                       | D 951 (ehem. N 151)                                                                       |
| Bahnhof (Strecke außer Betrieb) | 386,6                | Saint-Savin                                                                               | 109 m                                                                                     |
| Bahnübergang (Strecke außer Betrieb) | ~386,7               | D 11G (Av. du Général de Gaulle, ehem. N 151)                                             | D 11G (Av. du Général de Gaulle, ehem. N 151)                                             |
| Brücke über Wasserlauf (Strecke außer Betrieb) | 388,8                | Gartempe (97 m)                                                                           | Gartempe (97 m)                                                                           |
| Grenze (Strecke außer Betrieb) | ~392,4               | Département Vienne/Indre                                                                  | Département Vienne/Indre                                                                  |
| Brücke über Wasserlauf (Strecke außer Betrieb) | 395,9                | Anglin (98 m)                                                                             | Anglin (98 m)                                                                             |
| Bahnhof (Strecke außer Betrieb) | 396,7                | Ingrandes-Mérigny                                                                         | 94 m                                                                                      |
| Bahnübergang (Strecke außer Betrieb) | ~397,2               | D 108 (ehem. N 151)                                                                       | D 108 (ehem. N 151)                                                                       |
| Bahnhof (Strecke außer Betrieb) | 400,1                | Concremiers                                                                               | 94 m                                                                                      |
| |                      |                                                                                           |                                                                                           |
| Abzweig geradeaus und von rechts (Strecke außer Betrieb) |                      | Bahnstrecke Montmorillon–Saint-Aigny-Le Blanc von Montmorillon                            | Bahnstrecke Montmorillon–Saint-Aigny-Le Blanc von Montmorillon                            |
| |                      |                                                                                           |                                                                                           |
| Strecke mit Straßenbrücke (Strecke außer Betrieb) | ~405,8               | D 951 (ehem. N 951)                                                                       | D 951 (ehem. N 951)                                                                       |
| Bahnhof (Strecke außer Betrieb) | 405,9                | Saint-Aigny-Le Blanc                                                                      | 108 m                                                                                     |
| | 406,9                | Creuse (Viaduc du Blanc; 528 m)                                                           | Creuse (Viaduc du Blanc; 528 m)                                                           |
| Strecke Ende Hochstrecke (außer Betrieb) |                      | D 950 (ehem. N 750)                                                                       | D 950 (ehem. N 750)                                                                       |
| |                      |                                                                                           |                                                                                           |
| Abzweig geradeaus und von links (Strecke außer Betrieb) | 407,5                | Bahnstrecke Port-de-Piles–Argenton-sur-Creuse von Port-de-Piles                           | Bahnstrecke Port-de-Piles–Argenton-sur-Creuse von Port-de-Piles                           |
| |                      |                                                                                           |                                                                                           |
| U-Bahn-Strecke von links (außer Betrieb) · Kreuzung geradeaus oben · U-Bahn-Strecke von rechts (außer Betrieb) | ~407,8               | D 975 (ehem. N 675 u. Verbindungsgleis beider Gesellsch.)                                 | D 975 (ehem. N 675 u. Verbindungsgleis beider Gesellsch.)                                 |
| U-Bahn-Bahnhof · Bahnhof (Strecke außer Betrieb) · U-Bahn-Bahnhof | 408,0 347,7          | Le Blanc (120 m)                                                                          | Le Blanc (120 m)                                                                          |
| U-Bahn-Strecke (außer Betrieb) · Strecke · U-Bahn-Strecke nach links (außer Betrieb) |                      | Ligne du Blanc à Argent (1 m) nach Salbris                                                | Ligne du Blanc à Argent (1 m) nach Salbris                                                |
| |                      |                                                                                           |                                                                                           |
| U-Bahn-Strecke nach rechts (außer Betrieb) · Strecke |                      | Bahnstrecke Argenton-sur-Creuse–Blanc (Tramways de l’Indre, 1 m) nach Argenton-sur-Creuse | Bahnstrecke Argenton-sur-Creuse–Blanc (Tramways de l’Indre, 1 m) nach Argenton-sur-Creuse |
| |                      |                                                                                           |                                                                                           |
| |                      |                                                                                           |                                                                                           |
| |                      | Bahnstrecke Port-de-Piles–Argenton-sur-Creuse nach Argenton-sur-Creuse                    |                                                                                           |

Die Bahnstrecke Saint-Benoît–Le Blanc war eine knapp 67 km lange, normalspurige, eingleisige Eisenbahnstrecke in Frankreich. Sie verband in West-Ost-Richtung die Bahnstrecke Paris–Bordeaux wenige Kilometer südlich von Poitiers mit Le Blanc an der Bahnstrecke Port-de-Piles–Argenton-sur-Creuse. Bis auf die ersten sieben Kilometer, die von der Bahnstrecke Mignaloux-Nouaillé–Bersac mitbenutzt werden, ist sie seit 1993 bzw. 2001 stillgelegt und entwidmet.

## Geschichte
| Eröffnung | Eröffnung  | Eröffnung               | Schließung     | Schließung     | Schließung            |
| km        | Datum      | Abschnitt               | km             | Datum          | Abschnitt             |
| --------- | ---------- | ----------------------- | -------------- | -------------- | --------------------- |
| 7,2       | 23.12.1867 | Saint-Benoît–Mignaloux  | – in Betrieb – | – in Betrieb – | – in Betrieb –        |
| 19,0      | 18.06.1883 | Mignaloux–Chauvigny     | 12,6           | 1990           | Mignaloux–Jardres     |
| 19,0      | 18.06.1883 | Mignaloux–Chauvigny     | 6,4            | 24.09.1989     | Jardres–Chauvigny     |
| 19,5      | 28.09.1885 | Chauvigny–Saint-Savin   | 38,8           | 1973           | Chauvigny–Saint-Aigny |
| 19,3      | 07.11.1887 | Saint-Savin–Saint-Aigny | 38,8           | 1973           | Chauvigny–Saint-Aigny |
| 2,1       | 07.11.1887 | Saint-Aigny–Le Blanc    | 2,1            | 1994           | Saint-Aigny–Le Blanc  |

Konzessionärin für diese Strecke war die Compagnie du Chemin de fer Grand-Central de France, die jedoch bald nach ihrer Gründung finanziell zusammenbrach. Ihre Rechte, Anlagen und Liegenschaften gingen 1857 an die Compagnie du chemin de fer de Paris à Orléans (PO) über. Am 22. Juni 1861 wurde die Strecke für gemeinnützig erklärt und die Konzession für die PO erteilt. Sechseinhalb Jahre später, am 23. Dezember 1867 wurden die ersten 7 km zwischen Saint-Benoît und Mignaloux – der Abschnitt, der auch heute noch Bestand hat – eröffnet. Hier befindet auch der einzige, 200 Meter lange Tunnel. Es dauerte noch bis zum 7. November 1887, bis die ganze Strecke in drei Etappen fertiggestellt und eröffnet werden konnte. Ein weiteres, aufwändiges Bauwerk ist das 528 Meter lange und bis zu 38 Meter hohe Viaduc du Blanc über die Creuse, das als Steinbogenbrücke in den Jahren 1885/ 86 errichtet worden ist. Die Baukosten betrugen 2,2 Mio. Franc.
Ein halbes Jahr nach Beginn des Zweiten Weltkriegs wurde die Strecke für den Reiseverkehr geschlossen und nie wieder eröffnet. Der Frachtverkehr wurde schrittweise eingestellt, wie in der folgenden Tabelle aufgelistet.

## Streckenbeschreibung

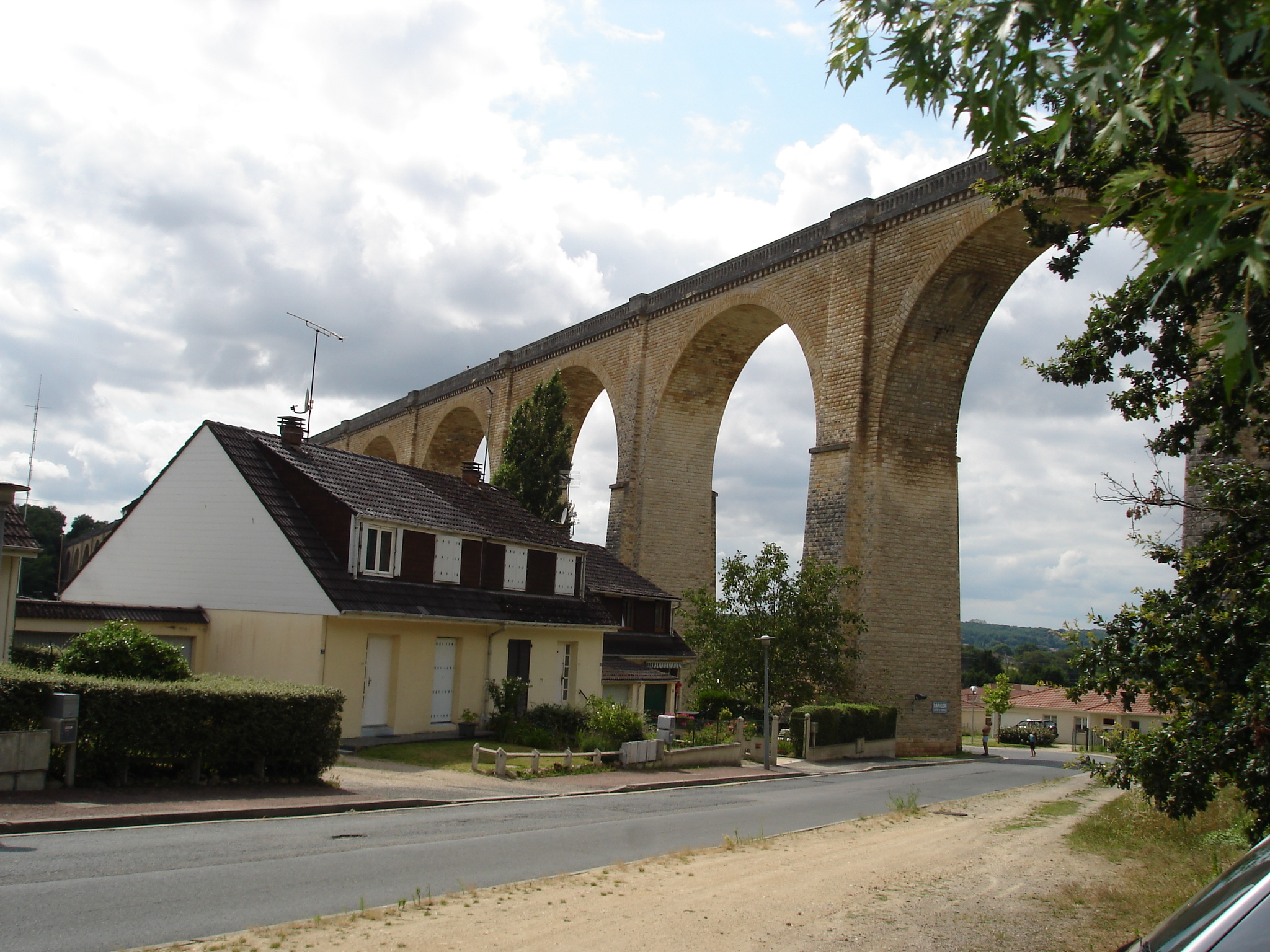
Viaduc du Blanc, Juli 2007

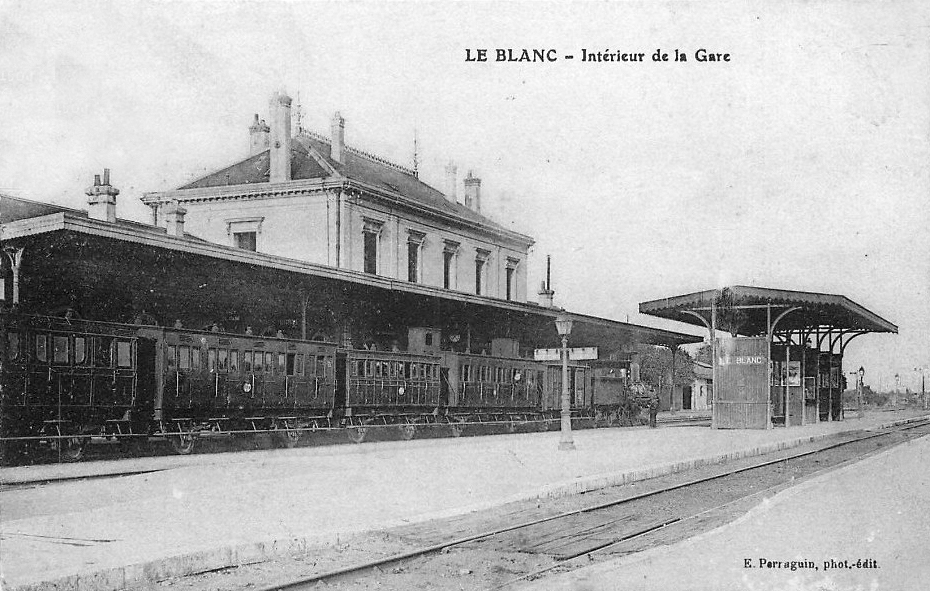
Bahnhof Le Blanc, Anfang 20. Jahrhundert

Diese Bahnstrecke verläuft ohne nennenswerte Höhenunterschiede. Die einzigen hervorstechenden Ingenieurbauwerke sind der Tunnel bei Saint-Benoît (Tunnel de St-Benoît oder auch Souterrain de St-Benoît, StK 341,3) und das Viaduc du Blanc (Stk 406,9). Auch eine Hauptstraße, die ehemalige N 151, heute D 951, verbindet die beiden Städte Saint-Benoît und Le Blanc. Spätestens ab Saint-Julien-l’Ars, wo diese zum ersten Mal von Süden kommend gekreuzt wird, laufen beide Verkehrswege mehr oder weniger parallel zueinander und kreuzen sich im weiteren Verlauf mehrfach.
Die Trasse verläuft überwiegend durch Agrarland und wenig durch Wald. Im Stadtgebiet von Chauvigny (StK 368,1) wird mit einer 168 m langen Brücke die Vienne überquert und wenige Kilometer hinter Saint-Savin die Gartempe. Auf der gegenüberliegenden Seite der Gartempe erreicht die Strecke das größte zu durchquerende Waldgebiet. Diese Flussquerungen sind alle mit Steinbogenbrücken ausgeführt worden.
Kurz vor Verlassen des Waldes verläuft die Départements- und Regionalgrenze zwischen den Départements Vienne und Indre bzw. großräumiger den Regionen Nouvelle-Aquitaine und Centre-Val de Loire. Hier erreicht die Strecke unmittelbar den Fluss Anglin, der mit einem knapp 100 m langen Kunstbauwerk überbrückt wird. Im Stadtgebiet von Le Blanc vereint sich die Strecke mit der aus Süden von Montmorillon kommenden Bahnstrecke Montmorillon–Saint-Aigny-Le Blanc. In einer leichten Rechtskurve wird das Tal der Creuse erreicht. Auf 528 m ermöglicht das Viaduc du Blanc die Querung dieses Flusses sowie mehrerer Straßen.